# 意大利官方公報
意大利共和国官方公报（義大利語：Gazzetta Ufficiale della Repubblica Italiana，简称为Gazzetta Ufficiale，GU或GURI），是意大利共和国的政府公报。该国新的法律、法规、行政命令通过颁布在公报上得以生效。

## 历史
因为撒丁王国统一了意大利，现公报直接源自1814 年 8 月 2 日至 1860 年 1 月 3 日该国的官方公报《Gazzetta Piemontese》(皮埃蒙特公报)。意大利統一前的其他小国也都有自己的政府公报，分别是米兰公国的《Gazzetta Privilegiata》、威尼斯的《ufficiale unico del Regno Lombardo-Veneto》、帕爾馬公國和皮亚琴察公国的官方报纸《帕尔马报》 、托斯卡纳大公国的官方报纸《佛罗伦萨报》、还有那不勒斯王国的《Monitore Napolitano》和西西里王國的《Giornale del Regno delle Due Sicilie》 。 
1860 年 1 月 4 日，皮埃蒙特公报更名为《Gazzetta Ufficiale del Regno》 (王国公报)。1946年6月19日，在当年6月2日的公投之后，它被转变为当前的意大利共和国官方公报，并由Istituto Poligrafico e Zecca dello Stato出版。
根据2008 年 8 月 6 日法律，n. 133，免费版本开始仅以数字格式分发，从 2013 年 1 月 1 日起，经济和财政部与司法部达成协议并在国家印刷造币厂的帮助下，将官方公报期刊制作为免费的数字格式。